# Мінченко Олександр Степанович
Олекса́ндр Степа́нович Мі́нченко (13 листопада 1980, с. Полянівка, Мелітопольський район Запорізька область — 21 січня 2017, м. Маріуполь, Донецька область) — український військовослужбовець, старший сержант Збройних сил України. Учасник російсько-української війни. Позивний «Аватар».

## Життєпис
Олександр Мінченко народився в селі Полянівка Мелітопольського району. Закінчив сільську школу. Після строкової армійської служби повернувся в своє село, одружився. До війни працював водієм, виховував з дружиною сина.
Березень 2014-го став для нього переломним. Саме тоді, коли відбулася окупація Криму російськими військами, він вирішив стати на захист Батьківщини і після майже п'ятнадцятирічної перерви знову вдягнути однострій. Зарахований солдатом у новостворений 23-й батальйон територіальної оборони Запорізької області «Хортиця», старший навідник гранатометного взводу.
У складі батальйону Олександр пройшов нелегкий бойовий шлях від солдата до старшого сержанта, визволяв від проросійських найманців населені пункти Донбасу, обороняв підступи до Маріуполя.
В березні 2015 року зі своїм підрозділом повернувся із зони бойових дій до Запоріжжя. На нього чекала демобілізація, але він вирішив продовжити військову службу за контрактом.
3-го листопада 2015 року нагороджений орденом «За мужність» ІІІ ступеня. Ризикуючи життям, з боєм прорвався до бойових побратимів, які потрапили в оточення бойовиків, та вивів їх у небезпечне місце. Свій орден він отримав на передовій, поблизу села Гнутове. На той час Олександр вже отримав сержантське звання, був заступником командира взводу.
Станом на січень 2017 — старший сержант, командир 2-го мотопіхотного взводу 3-ї мотопіхотної роти 23-го окремого мотопіхотного батальйону «Хортиця» 56-ї окремої мотопіхотної бригади.
21 січня 2017 року близько 16:00 на пр. Карпова в місті Маріуполь сталася ДТП, водій автомобіля Nissan Sunny на закругленні дороги не впорався з керуванням та скоїв наїзд на електроопору. Від удару автомобіль, в якому перебували двоє військових, розірвало навпіл. Олександр загинув на місці, водій доставлений до лікарні Маріуполя у важкому стані
Похорон відбувся 24 січня в рідному селі Полянівка, сотні людей проводжали воїна-захисника в останню путь. Залишилися мати, брат дружина та неповнолітній син.

## Нагороди та вшанування
За особисту мужність і високий професіоналізм, виявлені у захисті державного суверенітету та територіальної цілісності України, вірність військовій присязі відзначений — нагороджений
- орденом «За мужність» III ступеня (3.11.2015)
- у вересні 2017-го в Полянівській школі відкрито та освячено меморіальну дошку Олександру Мінченку.